# Benjamin Netanyahu
Benjamin "Bibi" Netanyahu (Hebrew: בִּנְיָמִין "בִּיבִּי" נְתַנְיָהוּⓘ, cũng viết là Binyamin Netanyahu, sinh ngày 21 tháng 10 năm 1949) là thủ tướng đương nhiệm của Israel từ năm 2022.
Ông trước kia đã giữ chức vụ này từ tháng 6 năm 1996 tới tháng 7 năm 1999; từ tháng 3 năm 2009 tới tháng 6 năm 2021 và hiện là Chủ tịch Đảng Likud. Netanyahu là thủ tướng Israel đầu tiên sinh ra sau khi Nhà nước Israel được thành lập. Netanyahu từng là Bộ trưởng Ngoại giao (2002–2003) và Bộ trưởng Tài chính (2003 – tháng 8 năm 2005) trong các chính phủ của Ariel Sharon, nhưng ông đã ra đi sau những bất đồng về Kế hoạch rút quân khỏi Gaza. Ông lấy lại chức vụ lãnh đạo Likud ngày 20 tháng 12 năm 2005. Trong cuộc bầu cử năm 2006, Likud có kết quả tồi tệ, chỉ giành được mười hai ghế. Tháng 12 năm 2006, Netanyahu trở thành Lãnh đạo đối lập chính thức trong Knesset và Chủ tịch Đảng Likud. Tháng 8 năm 2007, ông tiếp tục giữ chức lãnh đạo Likud sau khi đánh bại Moshe Feiglin trong cuộc bầu cử của đảng. Sau cuộc bầu cử nghị viện ngày 10 tháng 2 năm 2009, trong đó Likud đứng thứ hai và các đảng cánh hữu giành đa số, Netanyahu đã thành lập chính phủ liên minh. Ông là em trai của một chỉ huy Các lực lượng đặc biệt Israel Yonatan Netanyahu, người đã chết trong một phi vụ giải cứu con tin, và Iddo Netanyahu, một tác gia và nhà soạn kịch Israel. Trong suốt thời kì làm Thủ tướng Israel từ năm 2009-nay, ông được coi như là một lãnh đạo "diều hâu", "hiếu chiến", và "rất sẵn sàng gây chiến tranh với Palestine bất kì lúc nào". Trong khoảng thời gian xảy ra Nội chiến Syria (2011-nay), quân đội Israel dưới quyền ông đã liên tục bắn phá các cứ điểm của quân đội chính phủ Syria ở phía nam nhằm tìm cách phá tan thế thượng phong của chính quyền Bashar al-Assad tại Syria, và cứu nguy cho phe đối lập Syria, dẫn đến nhiều cuộc giao tranh ở biên giới với Syria. Ông cũng được cho là sẽ đe dọa "đánh tan các hệ thống vũ khí" mà Nga bán cho Syria nếu Nga "tiếp tục bán vũ khí cho bọn độc tài al-Assad" khi ông gặp Tổng thống Nga Vladimir Putin vào đầu Tháng 5 năm 2013. Ông là thủ tướng Israel đầu tiên ba lần giữ cương vị này.

## Gia đình, giáo dục và tiểu sử cá nhân
Có họ hàng với Rabbi Eliyahu của Vilna (the Vilna Gaon) theo đằng bố, Netanyahu ra đời tại Tel Aviv, là con của Cela (Tsilah; tên khi sinh Segal) và Benzion Netanyahu (tên gốc Mileikowsky). Mẹ ông sinh năm 1912 tại Petah Tikva, một phần của Palestine Ủy trị Anh tương lai cuối cùng trở thành Israel. Dù tất cả ông bà ông đều sinh ra tại Đế chế Nga (hiện là Belarus, Litva và Ba Lan), ông bà ngoại ông đã di cư tới Minneapolis tại Hoa KỲ. Cha của Netanyahu là cựu giáo sư Lịch sử Do Thái tại Đại học Cornell, một cựu biên tập Encyclopaedia Hebraica, và cựu phụ tá cao cấp của Ze'ev Jabotinsky, người vẫn tích cực nghiên cứu và viết lách ở độ tuổi 90. Ông nội ông là Rabbi Natan Mileikowsky, một giáo sĩ Tôn giáo Zionist hàng đầu và là một người gây quỹ cho Quỹ Quốc gia Do Thái.
Sinh năm 1949 tại Tel Aviv, Netanyahu là thủ tướng đầu tiên của Israel sinh ra tại Nhà nước Israel. (Yitzhak Rabin sinh ra tại Jerusalem, thuộc Palestine Ủy trị Anh, trước khi nhà nước Israel được thành lập năm Israel.) Khi Netanyahu lên 14, gia đình ông chuyển đến Hoa Kỳ và định cư tại Cheltenham, Pennsylvania, một vùng ngoại ô của Philadelphia, nơi ông tốt nghiệp Cheltenham High School. Thời trẻ, một người họ hàng của ông cũng tên là Binyamin khi đó được gọi là 'Bibi', và gia đình Netanyahu cũng đặt tên hiệu cho ông là 'Bibi.' Tới hiện tại, ông nói tiếng Anh với giọng Mỹ.
Anh trai của Netanyahu, Yonatan, đã thiệt mạng tại Uganda trong Chiến dịch Entebbe năm 1976. Em trai ông, Iddo, là một chuyên gia X quang và tác gia. Tất cả ba người đều phục vụ trong đơn vị trinh sát Sayeret Matkal thuộc Các lực lượng Phòng vệ Israel – từ năm 1967 tới năm 1972 Benjamin giữ chức đại uý. Ông có một bằng B.S. về kiến trúc của Viện Công nghệ Massachusetts năm 1975, một bằng M.S. của MIT Sloan School of Management năm 1977, và đã học khoa học chính trị tại Đại học Harvard và MIT. Sau khi tốt nghiệp, Netanyahu làm việc tại Boston Consulting Group ở Boston, Massachusetts, và cuối cùng quay trở về Israel.
Sau một thời gian ngắn làm người phụ trách marketing trong một công ty nội thất, Netanyahu được Moshe Arens chỉ định làm Phó đoàn của mình tại Đại sứ quán Israel ở Washington, D.C. năm 1982. Sau đó, ông trở thành Đại sứ Israel tại Liên Hợp Quốc, giữ chức vụ này từ năm 1984 tới năm 1988. Ông được bầu vào Knesset năm 1988, và phục vụ trong các chính phủ của Yitzhak Shamir từ năm 1988 đến năm 1992. Shamir rút lui khỏi chính trị ngay sau thất bại của Likud trong cuộc bầu cử năm 1992. Năm 1993, lần đầu tiên, đảng tổ chức một cuộc bầu cử sơ bộ để bầu lãnh đạo, và Netanyahu giành thắng lợi, đánh bại Benny Begin, con trai của cựu thủ tướng Menachem Begin, và chính trị gia lão luyện David Levy (Ariel Sharon ban đầu cũng định tranh cử chức lãnh đạo đảng, nhưng nhanh chóng rút liu khi thấy rõ rằng ông không có được nhiều sự ủng hộ).
Netanyahu đã viết nhiều cuốn sách, gồm hai cuốn về chiến đấu với chủ nghĩa khủng bố. Ông có một con gái, Noa, từ cuộc hôn nhân đầu tiên với Micki Weizman. Người vợ thứ hai của ông là Fleur Cates, người đã cải theo Đạo Do Thái chỉ bởi cha bà là một người Do Thái. Hiện ông đang sống với người vợ thứ ba, Sara, và có hai con trai với bà này: Yair và Avner.
Nửa đầu năm 2008, các bác sĩ đã loại bỏ một polyp ruột kết đã được phát hiện là khối u lành.
Netanyahu trở thành ông ngoại vào ngày 1 tháng 10 năm 2009, khi con gái ông Noa Netanyahu-Roth (lấy Daniel Roth) sinh một bé trai, Shmuel.
Netanyahu là người hâm mộ câu lạc bộ bóng đá Beitar Jerusalem.

## Thủ tướng (1996–99)
Năm 1996 người dân Israel lần đầu tiên trực tiếp bầu ra thủ tướng của mình. Netanyahu đã thuê nhà điều hành chiến dịch chính trị Cộng hoà Mỹ Arthur Finkelstein chỉ đạo chiến dịch tranh cử của mình, và dù mang phong cách tranh cử kiểu Mỹ và những lời chỉ trích mạnh mẽ từ phía bên trong Israel, nó vẫn chứng minh là có hiệu quả. (Cách thức này sau đó đã được Ehud Barak copy lại trong chiến dịch tranh cử năm 1999 và đánh bại Netanyahu.) Netanyahu giành thắng lợi, làm ngạc nhiên nhiều người khi đánh bại ứng cử viên được ưa chuộng trước cuộc bầu cử là Shimon Peres. Nguyên nhân chính dẫn tới sự thất bại của Peres là một làn sóng những vụ đánh bom tự sát ngay trước cuộc bầu cử; ngày 3 và 4 tháng 3 năm 1996, người Palestine đã tiến hành hai vụ đánh bom tự sát, làm thiệt mạng 32 người Israel, và Peres dường như không có khả năng ngăn chặn những vụ tấn công. Không như Peres, Netanyahu không tin tưởng Yasser Arafat và đặt điều kiện bất kỳ tiến bộ nào trong tiến trình hoà bình đều phải đi kèm với việc Chính quyền Quốc gia Palestine thực hiện các nghĩa vụ của mình – chủ yếu chiến đấu chống chủ nghĩa khủng bố, và tranh cử với khẩu hiệu "Netanyahu - tạo lập một nền hoà bình an toàn". Tuy nhiên, dù Netanyahu chiến thắng và trở thành thủ tướng, Công Đảng giành thắng lợi trong cuộc bầu cử Knesset, đánh bại liên minh Likud–Gesher–Tzomet, đồng nghĩa với việc Netanyahu phải dựa trên một liên minh với các đảng chính thống cực đoan, Shas và UTJ (các chính sách an sinh xã hội của các đảng này công khai đối lập với mục tiêu tư bản của ông) để cầm quyền.

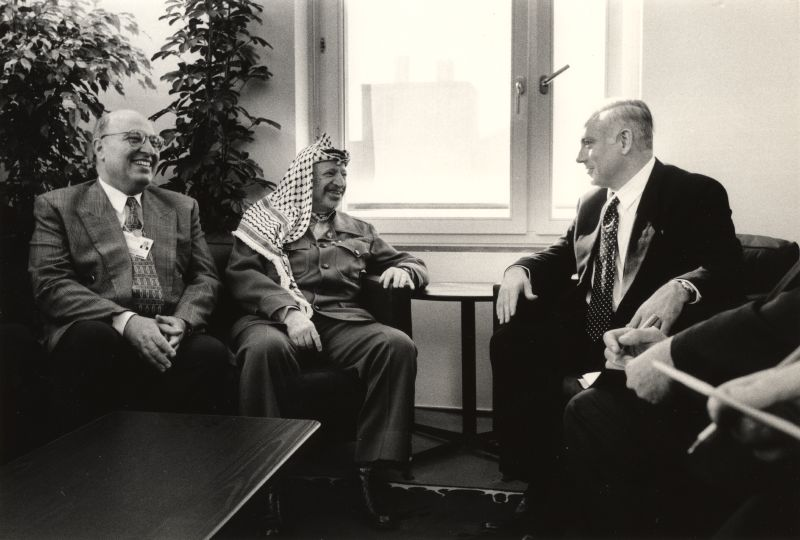
Netanyahu với Yasser Arafat và Nabil Shaath tại Diễn đàn Kinh tế thế giới ở Davos, 1997

Ngay khi được bầu, Netanyahu là người trẻ nhất trong lịch sử giữ chức vụ này. Ông có một mối quan hệ không vững chắc với Tổng thống Hoa Kỳ Bill Clinton, người đã có một số lưu ý rất không thuận lợi với ông trước sự hiện diện của Aaron David Miller. Người phát ngôn Nhà Trắng ở thời điểm đó Joe Lockhart, người miêu tả Netanyahu trong một cuộc phỏng vấn là "một trong những cá nhân khó chịu nhất bạn sắp phải gặp - một kẻ nói phét và lừa đảo. Ông ta có thể mở miệng và bạn có thể không có lòng tin rằng bất kỳ điều gì phát ra từ nó là sự thật."

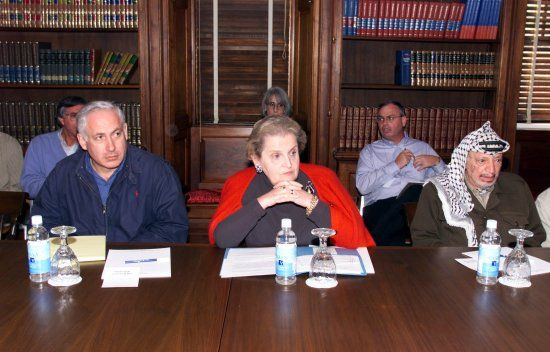
Netanyahu ngồi cùng Madeleine Albright và Yassir Arafat tại Wye River Memorandum

Với tư cách thủ tướng, Netanyahu đã đàm phán với Yasser Arafat trong khuôn khổ Hiệp ước Sông Wye. Không có tiến bộ nào trong những cuộc đàm phán với người Palestine, và dù họ không thể thực hiện được những bước đã thoả thuận trong Hiệp định Oslo, Netanyahu đã chuyển giao hầu hết quyền tài phán của Hebron cho người Palestine. Năm 1996, Netanyahu và thị trưởng Jerusalem Ehud Olmert quyết định mở một lối ra cho Western Wall Tunnel. Việc này đã dẫn tới những cuộc bạo loạn kéo dài ba ngày của người Palestine, khiến cả người Israel và người Palestine thiệt mạng.
Với tư cách thủ tướng Netanyahu nhấn mạnh một chính sách "ba không": không rút quân khỏi Cao nguyên Golan, không đàm phán trường hợp Jerusalem, không đàm phán với bất kỳ điều kiện tiên quyết nào.
Netanyahu bị phe chính trị cánh tả tại Israel phản đối và cũng mất sự ủng hộ của cánh hữu bởi những nhượng bộ của ông cho người Palestine ở Hebron và những nơi khác, và vì những cuộc đàm phán với Arafat của ông nói chung. Sau một chuỗi các scandal dài (gồm cả những chuyện tầm phào về cuộc hôn nhân của ông) và một cuộc điều tra về những cáo buộc tham nhũng (sau này đã được tuyên trắng án), Netanyahu mất sự ủng hộ của người dân Israel.
Sau khi bị Ehud Barak đánh bại trong cuộc bầu cử thủ tướng năm 1999, Netanyahu tạm thời rút lui khỏi chính trị.

## Hoạt động chính trị sau năm 2000
Năm 2001, Netanyahu bỏ lỡ cơ hội quay lại cầm quyền khi ông từ chối ra tranh cử trừ khi có một cuộc tổng tuyển cử, một hành động tạo điều kiện cho Sharon tham gia vào cuộc chạy đua chức thủ tướng.
Năm 2002, sau khi Công Đảng Israel rời liên minh và ghế Bộ trưởng Ngoại giao bị bỏ trống, Thủ tướng Ariel Sharon đã chỉ định Netanyahu vào chức vụ này. Ngày 9 tháng 9 năm 2002, một bài phát biểu theo kế hoạch của Netanyahu tại Đại học Concordia ở Montreal, Quebec đã bị huỷ bỏ sau khi hàng trăm người biểu tình ủng hộ người Palestine đã tràn qua hàng rào an ninh vào sảnh. Netanyahu thoát được không bị thương và sau này đã buộc tội các nhà hoạt động là ủng hộ chủ nghĩa khủng bố và "cuồng tín điên rồ."
Netanyahu đã cùng Sharon tranh chức lãnh đạo đảng Likud, nhưng không thành công.

### Bộ trưởng Tài chính, 2003–05
Sau cuộc bầu cử năm 2003, trong cái mà nhiều nhà quan sát coi là một hành động đáng ngạc nhiên, Sharon đã đề nghị Bộ Ngoại giao cho Silvan Shalom và đề nghị Netanyahu lãnh đạo Bộ Tài chính. Một số chuyên gia dự báo rằng Sharon có hành động này bởi ông coi Netanyahu là một mối đe doạ chính trị bởi ông đã chứng tỏ khả năng của mình khi là Bộ trưởng Ngoại giao, và rằng bằng cách đặt ông vào Bộ Tài chính trong thời điểm kinh tế bất ổn, ông có thể hạn chế sự ảnh hưởng của Netanyahu. Netanyahu đã chấp nhận sự chỉ định mới sau khi Sharon đồng ý trao cho ông mức độ độc lập chưa từng có khi điều hành bộ này.
Với tư cách Bộ trưởng Tài chính, Netanyahu đã thực hiện một kế hoạch nhằm khôi phục kinh tế từ điểm thấp trong al-Aqsa Intifada. Kế hoạch là một hành động hướng tới các thị trường tự do hoá, mặc dù không phải không gặp những sự chỉ trích. Netanyahu đã thành công trong việc vượt qua nhiều cuộc cải cách từ lâu đã không thể được giải quyết, gồm cả một cuộc cải cách quan trọng trong hệ thống ngân hàng. Tuy nhiên, các đối thủ trong Công Đảng (và thậm chí cả một số bên trong chính đảng Likud) coi các chính sách của Netanyahu là những cuộc tấn công "kiểu Thatcher" vào mạng lưới an sinh xã hội vốn đã dễ bị ảnh hưởng của Israel.
Netanyahu đã đe doạ từ chức năm 2004 trừ khi kế hoạch rút quân khỏi Gaza được đưa ra trước một cuộc trưng cầu dân ý, nhưng sau đó đã thay đổi ý định và bỏ phiếu ủng hộ chương trình này tại Knesset. Ông đệ trình thư từ chức ngày 7 tháng 8 năm 2005, ngay trước khi nội các Israel bỏ phiếu với tỷ lệ 17 trên 5 đồng ý giai đoạn rút quân đầu tiên khỏi Gaza. Ngay sau đó ông nói mình đã phản đối một lời mời để phục vụ như bộ trưởng tài chính Italia, được cho là đã được nhà tỷ phú Italia Carlo De Benedetti đưa ra, ông này sau đó đã nói đây là một trò đùa.

### Lãnh đạo đảng, Likud
Sau khi Ariel Sharon rút lui khỏi đảng Likud, Netanyahu là một trong nhiều ứng cử viên chạy đua vào chức lãnh đạo Likud. Nỗ lực gần nhất của ông trước sự kiện này là vào tháng 9 năm 2005 khi ông đã tìm cách tổ chức những cuộc bầu cử sơ bộ sớm cho chức vụ lãnh đạo đảng Likud, khi đảng giữ chức Thủ tướng - nhờ thế có thể thật sự đẩy Ariel Sharon khỏi chức vụ. Đảng đã bác bỏ đề xuất này. Netanyahu lấy lại quyền lãnh đạo ngày 20 tháng 12 năm 2005, với 47% trong cuộc bỏ phiếu sơ bộ. Trong cuộc bầu cử Knesset tháng 3 năm 2006, Likud về thứ ba sau Kadima và Công Đảng và Netanyahu trở thành Lãnh đạo đối lập.
Ngày 14 tháng 8 năm 2007, Netanyahu được bầu lại làm chủ tịch Likud và là ứng cử viên của đảng này cho chức thủ tướng với 73% phiếu bầu, chống lại ứng cử viên cực hữu Moshe Feiglin và Chủ tịch Likud Thế giới Danny Danon. Ông phản đối thoả thuận ngừng bắn Israel–Hamas năm 2008, giống như những người khác trong phái đối lập trong Knesset. Một cách rõ ràng, Netanyahu đã nói, "Đây không phải là một sự dịu bớt căng thẳng, đó là một thoả thuận của Israel nhằm tái vũ trang cho Hamas... Chúng ta có được gì từ điều này?"
Sau khi Livni được bầu làm lãnh đạo Kadima và Olmert từ chức thủ tướng, Netanyahu từ chối tham gia liên minh với Livni khi bà tìm cách thành lập chính phủ và ủng hộ cuộc bầu cử mới, được tổ chức tháng 2 năm 2009.

## Ứng cử viên của Likud, cuộc bầu cử năm 2009
Netanyahu là ứng cử viên của Likud co chức vụ thủ tướng trong cuộc bầu cử Israel diễn ra ngày 10 tháng 2 năm 2009, khi Tzipi Livni, được chỉ định làm Quyền thủ tướng dưới chính phủ của Olmert, đã không thể thành lập một liên minh chính phủ bền vững. Trong cuộc đua, website chiến dịch tranh cử của Netanyahu được lưu ý rất giống với website từng được Tổng thống Hoa Kỳ Barack Obama sử dụng năm trước đó để thu hút cử tri, gồm cả màu sắc, các phông chữ, biểu tượng, và việc sử dụng các đoạn video gắn kèm, và các lựa chọn mạng xã hội như Twitter. Các cuộc thăm dò ý kiến cho thấy Likud dẫn điểm, nhưng tới một phần ba cử tri Israel vẫn chưa quyết định. Trong cuộc bầu cử, Likud giành số ghế thứ hai, đảng của bà Livni có hơn một ghế. Một sự giải thích có thể là do hình ảnh khá tồi của Likud khi một số người ủng hộ đảng đào tẩu theo đảng Yisrael Beiteinu của Avigdor Lieberman's. Tuy nhiên, Netanyahu đã tuyên bố giành chiến thắng trên cơ sở rằng các đảng cánh hữu giành đa số phiếu, vào ngày 20 tháng 2 năm 2009, Netanyahu được Tổng thống Israel Shimon Peres chỉ định kế nhiệm Ehud Olmert làm thủ tướng và bắt đầu các cuộc đàm phán để thành lập một chính phủ liên minh.
Dù các đảng cánh hữu giành đa số 65 ghế trong Knesset, Netanyahu vẫn thích một liên minh ôn hoà lớn hơn và quay sang các đối thủ trong Kadima, với người đứng đầu là Tzipi Livni, mời họ gia nhập chính phủ của ông. Lần này đến lượt Livni từ chối tham gia, với một sự khác biệt ý kiến về cách theo đuổi tiến trình hoà bình là trở ngại. Netanyahu quả thực đã tìm cách lôi kéo các đối thủ nhỏ hơn, Công Đảng, với chủ tịch là Ehud Barak, tham gia vào chính phủ của ông, khiến ông có một số quan điểm ôn hoà.
Netayahu giới thiệu nội các của minh để Knesset "Bỏ phiếu Tín nhiệm" ngày 31 tháng 3 năm 2009. Chính phủ thứ 32 được thông qua ngày hôm đó với đa số 69 đại biểu và các thành viên đã tuyên thệ nhậm chức.

## Thủ tướng (2009–2021)

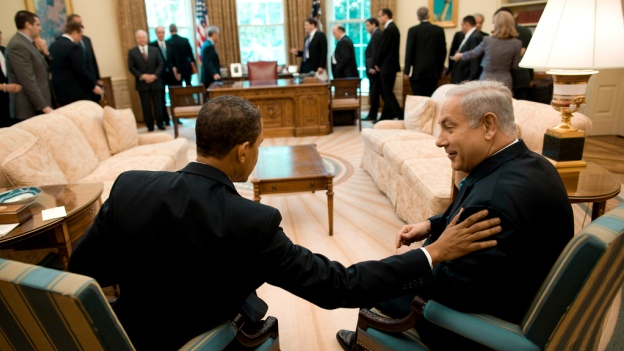
Barack Obama và Netanyahu tại Phòng Bầu dục

Ngay khi phái viên đặc biệt của chính quyền Tổng thống Obama, George Mitchell tới, Netanyahu nói rằng bất kỳ những cuộc đàm phán tiếp nào với người Palestine đều dựa trên điều kiện người Palestine công nhận Israel là một nhà nước Do Thái, bởi vấn đề này vẫn chưa được làm rõ đầy đủ. Quan điểm của Palestine là có một giải pháp hai nhà nước và không có những khu định cư Do Thái tại Judea và Samaria Area, trong khi nhấn mạnh rằng Israel phải chấp nhận những số lượng lớn người tị nạn Palestine.
Ba tháng sau khi bắt đầu nhiệm kỳ, Netanyahu lưu ý rằng nội các của ông đã đạt được một số thành công quan trọng, như việc thành lập một chính phủ thống nhất quốc gia đang hoạt động, và một sự đồng thuận lớn cho một "Giải pháp hai nhà nước". Phái đối lập do Kadima lãnh đạo đã đệ trình một biện pháp bất tín nhiệm lên Knesset ngay sau khi Netanyahu hoàn thành 100 ngày cầm quyền đầu tiên. Một cuộc khảo sát tháng 7 năm 2009 của Ha'aretz cho thấy hầu hết người Israel ủng hộ chính phủ Netanyahu, và ông có tỷ lệ cá nhân ủng hộ khoảng 49%, một sự gia tăng so với 28% trước bài phát biểu Bar-Ilan của ông, để đáp lại bài phát biểu của Tổng thống Obama tại Cairo. Tại Bar-Ilan, Netanyahu cuối cùng và rõ ràng xác nhận một "Nhà nước Palestine Phi quân sự", sau hai tháng từ chối cam kết với bất kỳ điều gì ngoài một nền tự trị tự quản khi nhậm chức.
Như một phần của chính sách "hoà bình kinh tế" của mình, nhằm thúc đẩy nền kinh tế Palestine, trong khi nhấn mạnh không phải là một sự thay thế cho các cuộc đàm phán chính trị, Netanyahu đã dỡ bỏ các chốt gác tại Bờ Tây, nhằm do phép tự do đi lại và một dòng hàng nhập khẩu như một "xa lộ tới hoà bình", một bước đi dẫn tới sự tăng trưởng kinh tế ở Bờ Tây.

### Tháng 7 năm 2009
Ngày 23 tháng 7 năm 2009, nói chuyện tại một sự kiện của Đại sứ quán Ai Cập tại Israel, Netanyahu đã chào đón sáng kiến hoà bình Ả Rập (cũng được gọi là "Sáng kiến Hoà bình Saudi"), một yêu cầu từ lâu của toàn bộ các quốc gia Ả Rập với người Israel, nói rằng "Sáng kiến Ả Rập tạo lập một điều kiện thuận lợi cho Tiến trình Hoà bình", và cũng ca ngợi một lời kêu gọi của Thái tử Bahrain, Salman bin Hamad bin Isa Al Khalifa nhằm bình thường hoá quan hệ với Israel. Tuy nhiên, ngày 31 tháng 7, tại một cuộc họp báo với Ngoại trưởng Hoa Kỳ Hillary Clinton, Bộ trưởng Ngoại giao Ả Rập Xê Út, Saud El Faisal, đã bác bỏ sự thúc đẩy của Mỹ nhằm khiến các nước Ả Rập có những động thái bình thường hoá quan hệ với Israel như là các biện pháp 'xây dựng lòng tin', nói rằng, cách tiếp cận ngoại giao "'từng bước', không và sẽ không dẫn tới hoà bình", và rằng "sự hoà giải an ninh cũng thế, cái gọi là các biện pháp 'xây dựng lòng tin' cũng sẽ không dẫn tới hoà bình." Ông thêm rằng một cách tiếp cận toàn diện là cần thiết nhằm giải quyết các vấn đề cốt lõi của cuộc xung đột, bao gồm "Tương lai của Nhà nước Palestine, sự kiểm soát Jerusalem, sự quay trở lại quê hương của người tị nạn, và các thoả thuận về nguồn nước và an ninh". Ông cũng cho rằng Israel đang làm chệch hướng sự chú ý "Từ sự chiếm đóng đã bắt đầu từ năm 1967, và việc thành lập một Nhà nước Palestine, sang các vấn đề hạng hai, như các biện pháp bay (ám chi tới một trong những hành động) và các cuộc tranh cãi hàn lâm, và nói rằng "Đó là thời điểm mọi người dân vùng Trung Đông sẽ sống một cuộc sống bình thường".

### Tháng 8 năm 2009
Ngày 10 tháng 8 năm 2009, trước những báo cáo rằng Hezbollah đang có kế hoạch sử dụng những nỗ lực tấn công các quan chức Israel ở nước ngoài, Netanyahu đã cảnh báo rằng "Nếu Hezbollah sẽ vào trong chính phủ (Liban) như một phe phái chính thức, hãy rõ ràng mọi việc rằng chính phủ Liban sẽ chịu trách nhiệm về bất cứ một vụ tấn công nào được tiến hành từ lãnh thổ của họ. Một khi họ [Hezbullah] là một phần của chính phủ, chính phủ chủ quyền của Liban là bên chịu trách nhiệm duy nhất. Tôi hy vọng chúng tôi không buộc phải thực hiện những trả đũa như vậy". Tuy nhiên, ông tiếp tục bảo lưu đánh giá của mình rằng "Không có 'những làn sóng chiến tranh' đang được trù tính ở phía Bắc" trong ngày hôm sau.
Ngày 23 tháng 8 năm 2009, Netanyahu thông báo trong cuộc họp hàng tuần của nội các rằng các cuộc đàm phán với người Palestine sẽ bắt đầu vào tháng 9 và sẽ chính thức được đưa ra trong chuyến thăm của ông tới New York, sau khi ông đã chấp nhận một lời mới từ Tổng thống Barak Obama về một "Cuộc họp Thượng đỉnh Ba nước" tại đó. Ông thêm rằng có tiến bộ với đặc phái viên trực tiếp George Mitchell, dù vẫn không có thoả thuận đầy đủ về mọi thứ, và sẽ có nhiều vòng họp nữa [cho tới tháng 9]. Cùng ngày hôm ấy, một người phát ngôn của tổng thống Chính quyền Palestine Mahmoud Abbas nói rằng sẽ không có những cuộc đàm phán chứng nào những toà nhà tại những khu định cư tiếp tục được xây dựng.
Ngày 26 tháng 8 năm 2009, Netanyahu và đặc phái viên George Mitchell đã gặp gỡ, trong cái được coi là một cuộc họp rất quan trọng về sự thấu hiểu về một sự không đồng thuận giữa Israel và Hoa Kỳ, trong đó họ tái khẳng định trong một tuyên bố chung về nhu cầu về một cuộc đàm phán có ý nghĩa giữa người Israel và người Palestine để dẫn tới một thoả thuận hoà bình toàn diện, và Abbas đã tuyên bố trong cùng ngày hôm ấy rằng ông sẽ sẵn sàng gặp Thủ tướng Netanyahu tại Đại hội đồng Liên hiệp quốc, nơi Netanyahu đã chấp nhận lời mời của Tổng thống Obama về một "Cuộc hội nghị Thượng đỉnh Ba nước", dù ông nói nó không cần thiết dẫn tới những cuộc đàm phán. Netanyahu được thông báo đang ở trong một thời điểm thiết yếu với những hiểu biết đó, mà đã được thông báo gồm cả sự thoả hiệp về việc ho phép tiếp tục việc xây dựng đã được thông qua tại Bờ Tây, đổi lại việc đóng băng mọi khu định cư sau đó, cũng như việc tiếp tục xây dựng ở Đông Jerusalem, và cùng lúc ấy ngừng việc phá huỷ nhà của những người dân Ả Rập tại đó. Có thông báo rằng chính quyền Mỹ đang lên kế hoạch một cuộc họp thượng đỉnh "đơn giản nhất" với một tuyên bố nguyên tắc và biểu thời gian rõ ràng, chứ không phải là một "Kế hoạch Lớn".

### Tháng 9 năm 2009
Ngày 4 tháng 9 năm 2009, có thông báo rằng Netanyahu đồng ý với các yêu cầu chính trị của những người định cư để thông qua việc xây dựng thêm tại các khu định cư trước khi một thoả thuận tạm thời diễn ra. Người phát ngôn Nhà Trắng Robert Gibbs đã thể hiến sự "lấy làm tiếc" về động thái này; tuy nhiên, một quan chức Mỹ nói động thái sẽ không "làm chệch hướng [đoàn] tàu".
Ngày 7 tháng 9 năm 2009, Netanyahu rời văn phòng mà không thông báo mình sẽ đi tới đầu, thời gian biểu của ông không được tiết lộ, và các hành động của ông bị giấu kín trong nhiều giờ. Thư ký quân sự của thủ tướng, Thiếu tướng Meir Kalifi, sau này thông báo rằng Netanyahu đã tới thăm một cơ sở an ninh tại Israel. Cùng lúc ấy, một tờ báo của Palestine đưa tin rằng Netanyahu đã ra đi trong một chuyến thăm tới một quốc gia Ả Rập không có các quan hệ ngoại giao với Israel. Ngày 9 tháng 9 năm 2009, Yedioth Ahronoth thông báo rằng lãnh đạo Israel đã có một chuyến bay bí mật tới Moskva để tìm cách thuyết phục các quan chức Nga không bán các hệ thống tên lửa phòng không S-300 cho Iran. Thông báo này đã gây ra một cơn bão trong giới truyền thông khu vực, với những nhà báo tức tối buộc tội văn phòng của Netanyahu là nói dối. Những dòng tít hàng đầu gọi Netanyahu là một "kẻ nói dối" và gọi vụ việc này là một "thất bại." Sau này có thông báo rằng thư ký quân sự của thủ tướng sẽ bị bãi chức vì vụ việc này. The Sunday Times thông báo rằng chuyến đi này được thực hiện để chia sẻ những cái tên của những nhà khoa học Nga mà Israel tin rằng đang tiếp tay cho chương trình vũ khí hạt nhân của Iran.
Ngày 16 tháng 9 năm 2009, phái viên đặc biệt George Mitchell đã tới Israel trong một trong những chuyến đi cuối cùng của ông trước hội nghị thượng đỉnh ba nước tại Liên hiệp quốc giữa Tổng thống Obama, Netanyahu và tổng thống Chính quyền Quốc gia Mahmoud Abbas, nhằm dàn xếp cuộc họp đó. Dù có những chuyến đi con thoi giữa người Israel và người Palestine, ông đã không thể dàn xếp cuộc họp thượng đỉnh đó. Tuy nhiên, có thông báo rằng ông đã chờ đợi chuyến đi của mình sẽ được mở rộng, rằng ông sẽ gặp Thủ tướng Netanyahu một lần nữa hai ngày sau đó, và rằng có thể sẽ có một hội nghị thượng đỉnh ba đường mà không tái khởi động tiến trình hoà bình, sau đó những cuộc đàm phán về sự thấu hiểu giữa Israel và Hoa Kỳ sẽ tiếp tục. Ngày 18 tháng 9, Netanyahu và Mitchell gặp một lần nữa, nhưng không thể đạt tới một thoả thuận sẽ đảm bảo cho cuộc họp thượng đỉnh. Cuối ngày hôm đó, Haaretz thông báo rằng các quan chức Israel lên ánh Chính quyền Palestine về việc cản trở những cuộc đàm phán hoà bình.
Ngày 20 tháng 9 năm 2009, Nhà Trắng thông báo rằng họ sẽ tổ chức một cuộc gặp ba hướng giữa Tổng thống Obama, Thủ tướng Netanyahu và Tổng thống Chính quyền Palestine Mahmoud Abbas, bên trong khuôn khổ của Đại hội đồng Liên Hợp Quốc, "trong một nỗ lực nhằm tạo ra nền móng cho việc khởi động lại những cuộc đàm phán về hoà bình Trung Đông." Cuộc gặp diễn ra ngày 22 tháng 9, tại New York. Sau đó, Netanyahu nói rằng ông đồng ý với Abbas trong cuộc họp rằng những cuộc đàm phán hoà bình phải được khởi động lại càng nhanh càng tốt.
Ngày 24 tháng 9 năm 2009, trong một bài phát biểu trước Đại hội đồng Liên hiệp quốc ở New York, Netanyahu nói Iran đặt ra một mối đe doạ với hoà bình thế giới và rằng cơ quan đại diện của thế giới này có nhiệm vụ ngăn chặn nhà nước Cộng hoà Hồi giáo không thể sở hữu vũ khí hạt nhân. Nêu ra những kế hoạch cho Auschwitz và cả hồi ức của chính các thành viên gia đình ông đã bị Phát xít giết hại, Netanyahu đã truyền tải câu trả lời sôi nổi và công khai của mình với nghi vấn của Tổng thống Iran Mahmoud Ahmadinejad về Holocaust, và hỏi: "Ông không xấu hổ à?"

### Tháng 11-12 năm 2009
Ngày 25 tháng 11 năm 2009, Netanyahu thông báo một kế hoạch đóng băng các khu định cư trong vòng 10 tháng, được cho là vì sức ép của chính quyền Obama, vốn hối thúc cả hai bên nắm lấy cơ hội để tái khởi động các cuộc đàm phán. Phái viên đặc biệt của Mỹ George Mitchell nói, "tuy Hoa Kỳ chia sẻ những lo ngại của các quốc gia Ả Rập về những hạn chế của động thái của Israel, nó vẫn là nhiều hơn bất kỳ một chính phủ nào khác của Israel từng thực hiện". Trong thông báo của mình Netanyahu gọi động thái là "một bước đi đau đớn sẽ thúc đẩy quá trình hoà bình" và hối thúc người Palestine có hành động tương tự. Tuy nhiên, người Palestine đã bác bỏ lời kêu gọi.
Ngày 7 tháng 12 năm 2009, một dự luật được Netanyahu hậu thuẫn buộc phải có một cuộc trưng cầu dân ý quốc gia trước bất kỳ đợt rút quân nào khỏi các vùng đất đã được thông qua với tỷ lệ 68-22 tại Knesset. Những người phản đối dự luật tuyên bố nó sẽ là một vật cản nữa cho tiến trình hoà bình, bằng cách trói tay của Thủ tướng trong bất kỳ một hiệp định hoà bình tương lai nào. Nguồn tin từ bộ ngoại giao Syria nói Israel 'đang khiêu khích... cộng đồng quốc tế' với dự luật về trưng cầu dân ý.

## Thủ tướng (2022 - nay)

### Nhiệm kỳ thứ 6
Sau cuộc bầu cử năm 2022, Netanyahu một lần nữa tuyên thệ nhậm chức Thủ tướng với tư cách là người lãnh đạo một liên minh theo đường lối cứng rắn. Ông chính thức bắt đầu nhiệm kỳ thứ sáu vào ngày 29 tháng 12 năm 2022.
Những tháng đầu tiên trong nhiệm kỳ thứ sáu của Netanyahu tập trung vào các cải cách trong ngành tư pháp, vốn đã bị chỉ trích rộng rãi. Các nhà phê bình nhấn mạnh những tác động tiêu cực của nó đối với sự phân chia quyền lực, văn phòng của Tổng chưởng lý, nền kinh tế, sức khỏe cộng đồng, phụ nữ và dân tộc thiểu số, quyền của người lao động, nghiên cứu khoa học, sức mạnh tổng thể của nền dân chủ Israel và các mối quan hệ đối ngoại của nó. Sau nhiều tuần biểu tình công khai trên đường phố Israel, với sự tham gia của ngày càng nhiều quân nhân dự bị, Bộ trưởng Bộ Quốc phòng Yoav Gallant cũng lên tiếng phản đối cải cách vào ngày 25 tháng 3, kêu gọi tạm dừng quy trình lập pháp "vì lợi ích an ninh của Israel". Ông đã bị Netanyahu cách chức vào ngày hôm sau, làm dấy lên các cuộc biểu tình rầm rộ hơn nữa trên khắp Israel và cuối cùng dẫn đến việc Netanyahu đồng ý trì hoãn luật trong một tháng, cho đến phiên họp tiếp theo của Knesset sau Lễ Vượt qua.

## Các quan điểm chính trị

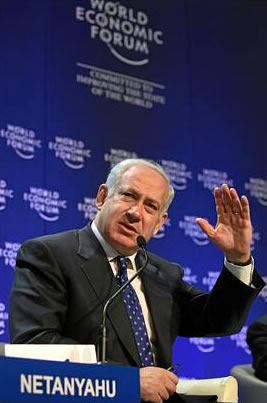
Netanyahu tại Diễn đàn Kinh tế thế giới ở Davos, 2009

### Quá trình hoà bình

#### Trước nhiệm kỳ thủ tướng thứ hai
Netanyahu trước đó đã gọi những cuộc đàm phán hoà bình do Mỹ bảo trợ là mất thời gian, while at the same time refusing to commit to the same two-state solution as had other Israeli leaders, cho tới một bài phát biểu vào tháng 6 năm 2009. Ông đã nhiều lần có những tuyên bố công khai ủng hộ một cách tiếp cận "kinh tế hoà bình", có nghĩa là một cách tiếp cận dựa trên hợp tác kinh tế và nỗ lực chung chứ không phải sự tiếp tục bất đồng về các vấn đề chính trị và ngoại giao. Điều này phù hợp với nhiều ý tưởng quan trọng của Kế hoạch Thung lũng Hoà bình. Ông đã ca ngợi ý tưởng này trong các cuộc thảo luận với cựu Ngoại trưởng Mỹ Condoleezza Rice. Netanyahu đã tiếp tục ủng hộ những ý tưởng này khi tới gần ngày bầu cử của Israel.
Netanyahu đã nói:
 Ngay bây giờ, những cuộc đàm phán hoà bình chỉ dựa trên một điều, chỉ dựa trên những cuộc đàm phán hoà bình. Ở thời điểm này sẽ không có ý nghĩa gì khi nói về vấn đề có thể nói gọn nhất. Đó là Jerusalem hay không có gì, hay quyền quay trở về hay không có gì. Điều đó đã đưa tới những thất bại và dường như sẽ lại mang tới thất bại một lần nữa....Chúng ta phải tạo ra một nền hoà bình kinh tế cùng với một quá trình chính trị. Điều đó có nghĩa là chúng ta phải tăng cường các phần ôn hoà của nền kinh tế Palestine bằng cách tạo ra sự tăng trưởng nhanh trong những lĩnh vực đó, tăng trưởng kinh tế nhanh tạo ra nền tảng cho hoà bình cho người dân thường Palestine."  
Tháng 1 năm 2009, trước cuộc bầu cử tháng 2 năm 2009 tại Israel Netanyahu đã thông báo cho phái viên Trung Đông Tony Blair rằng ông sẽ tiếp tục chính sách của các chính phủ Israel của Ariel Sharon và Ehud Olmert bằng cách mở rộng các khu định cư ở Bờ Tây, trái ngược với Lộ trình, nhưng sẽ không xây dựng những khu định cư mới.

#### Bài phát biểu về hoà bình tháng 6 năm 2009, "Bar-Ilan Speech"
Ngày 14 tháng 6 năm 2009, Netanyahu đã có một bài phát biểu gây nhiều phản ứng tại Đại học Bar-Ilan (cũng được gọi là "Bài phát biểu Bar-Ilan"), ở Trung tâm Nghiên cứu Chiến lược Begin-Sadat, được truyền trực tiếp ở Israel và nhiều vùng khắp thế giới Ả Rập, về chủ đề tiến trình hoà bình Trung Đông. Lần đầu tiên ông xác nhận khái niệm về một nhà nước Palestine cùng với Israel. Netanyahu đã ngay lập tức triệu tập một cuộc họp đặc biệt của chính phủ sau khi Obama kết thúc bài phát biểu ngày 4 tháng 6 tại Cairo. Yedioth Ahronoth đã nói rằng những từ ngữ của Obama "đã ngân vang qua các hành lang của Jerusalem".
Như một phần của đề xuất của mình, Netanyahu yêu cầu sự giải giáp toàn bộ của nhà nước được đề xuất, không có quân đội, rocket, tên lửa, hay quyền kiểm soát không phận, và nói rằng Jerusalem sẽ là lãnh thổ không thể bị phân chia của Israel. Ông nói rằng người Palestine phải công nhận Israel như một nhà nước quốc gia Do Thái với Jerusalem không thể bị phân chia. Ông phản đối một quyền quay trở về của những người tị nạn Palestine, nói, "bất kỳ yêu cầu nào về tái định cư người tị nạn Palestine bên trong Israel sẽ làm tổn hại tới sự tiếp tục tồn tại như một nhà nước Israel của người Do Thái." Ông cũng nói rằng một sự ngừng lại hoàn toàn với việc xây dựng các khu định cư Israel ở Bờ Tây, như được yêu cầu trong Lộ trình hoà bình được đề xuất năm 2003, sẽ không xảy ra nhưng những sự mở rộng sẽ bị hạn chế dựa trên sự "tăng trưởng tự nhiên" của dân số, gồm cả di cư, dù vậy không lãnh thổ mới nào sẽ bị đưa vào, dù có điều này, Netanyahu vẫn tuyên bố rằng ông chấp nhận Lộ trình. Ông không thảo luận việc có hay không các khu vực định cư sẽ trở thành một phần của Israel sau những cuộc đàm phán hoà bình, đơn giản nói rằng "vấn đề sẽ được thảo luận".
Trong một câu trả lời với những phát biểu của Tổng thống Hoa Kỳ Barack Obama trong bài phát biểu của ông tại Cairo, Netanyahu đã lưu ý, "có những người nói rằng nếu Holocaust không xảy ra, Nhà nước Israel sẽ không bao giờ được thành lập. Nhưng tôi nói rằng nếu Nhà nước Israel đã được thành lập trước kia, Holocaust sẽ không xảy ra." Ông cũng nói rằng, "đây là quê hương của người Do Thái, đây là nơi bản sắc của chúng tôi được rèn luyên." Ông nói rằng ông sẽ sẵn sàng gặp gỡ với bất kỳ "lãnh đạo Ả Rập" nào để đàm phán nếu không có những điều kiện tiên quyết, đặc biệt đề cập tới Syria, Ả Rập Xê Út, và Liban. Nói chung, bài phát biểu đại diện cho một sự chuyển hướng khỏi những lập trường diều hâu trước kia của ông chống lại tiến trình hoà bình.
Một số thành viên cánh hữu trong liên minh cầm quyền của Netanyahu đã chỉ trích những lưu ý của ông về việc thành lập một Nhà nước Palestine; tin rằng tất cả đất đai đều phải ở lại dưới chủ quyền của Israel. Thành viên Knesset thuộc đảng Likud Danny Danon nói rằng Netanyahu đã trở nên "chống lại nền tảng của Likud", trong khi thành viên Knesset Uri Orbakh thuộc Habayit Hayehudi nói rằng nó có "những hàm ý nguy hiểm".. Lãnh đạo đảng Kadima đối lập Tzipi Livni lưu ý sau bài phát biểu rằng bà nghĩ Netanyahu không thật sự tin tưởng chút nào vào giải pháp hai nhà nước; bà nghĩ rằng ông đã có một câu trả lời giả mạo trước áp lực của quốc tế.Peace Now nguyền rủa bài phát biểu, nhấn mạnh tới sự thực rằng, theo ý kiến của nhóm này, nó không đề cập tới người Palestine như những đối tác bình đẳng trong tiến trình hoà bình. Tổng thư ký của Peace Now, Yariv Oppenheimer, nói, "Đó là một sự quay trở lại của Netanyahu từ nhiệm kỳ đầu tiên của ông ta".
Trong một bài phát biểu ngày 9 tháng 8 trước phiên khai mạc kỳ họp chính phủ Netanyahu đã lặp lại những đòi hỏi của ông với người Palestine: "Chúng tôi muốn một thoả thuận với hai yếu tố, yếu tố thứ nhất là sự công nhận Israel là một nhà nước quốc gia của người Do Thái và (yếu tố thứ hai là) một sự giải quyết an ninh".

##### Phản ứng quốc tế
"Bài phát biểu Bar-Ilan" của Netanyahu đã gây ra phản ứng khác nhau từ cộng đồng quốc tế:
- Palestinian Authority - Chính quyền Quốc gia Palestine bác bỏ các điều kiện hướng tới một Nhà nước Palestine do Netanyahu đặt ra. Quan chức cao cấp Saeb Erekat nói, "Bài phát biểu của Netanyahu đã đóng lại cánh cửa tới những cuộc đàm phán về quy chế vĩnh viễn". Người phát ngôn của Hamas Fawzi Barhum nói nó phản ánh một "tư tưởng phát xít và cực đoan"[101] and called on Arab nations to "form stronger opposition".[95] Jihad Hồi giáo Palestine gọi nó là "sai lầm" và, như Hamas, yêu cầu sự phản đối Israel mạnh mẽ hơn nữa từ các quốc gia Ả Rập.[102] Theo tờ The Jerusalem Post, một số lãnh đạo đã ủng hộ một phong trào thứ ba để trả đũa bài phát biểu.[92]
- Arab League - Liên đoàn Ả Rập bác bỏ bài phát biểu, tuyên bố trong một thông cáo rằng "Thế giới Ả Rập sẽ không nhân nhượng về các vấn đề Jerusalem và người tị nạn" và rằng "chúng tôi biết lịch sử của ông ta và kiểu thoái thác".[102]
- Czech Republic - Cộng hoà Séc, đang giữ chức chủ tịch Liên minh châu Âu đã ca ngợi bài phát biểu của Netanyahu. "Theo quan điểm của tôi, đây là một bước đi đúng hướng. Sự chấm nhận một nhà nước Palestine đã được đưa ra trong đó," Bộ trường Ngoại giao Séc Jan Kohout nói.[103]
- Hoa Kỳ - Thư ký báo chí của Tổng thống Barack Obama, Robert Gibbs, nói rằng bài phát biểu là một "bước tiến quan trọng".[102][104] Tổng thống Obama nói rằng "giải pháp này có thể và phải đảm bảo cả an ninh của Israel và những nguyện vọng chính đáng của người Palestine về một nhà nước độc lập".[100]
- Thụy Điển - Bộ trưởng Ngoại giao Thuỵ Điểm Carl Bildt đã nói rằng "sự thực rằng ông ta đã nói ra từ nhà nước là một bước tiến nhỏ". Ông thêm rằng "dù điều ông ta đề cập có thể được định nghĩa như là một nhà nước là một chủ đề của một số cuộc tranh cãi".[100][103]
- Pháp - Pháp ca ngợi bài phát biểu nhưng kêu gọi Israel ngừng xây dựng các khu định cư ở Bờ Tây. Bộ trưởng Ngoại giao Pháp Bernard Kouchner bình luận rằng "Tôi chỉ có thể chào mừng viễn cảnh của một nhà nước Palestine do Thủ tướng Israel đưa ra".[100][103]
- Nga - Bộ Ngoại giao Nga gọi bài phát biểu là "một dấu hiệu sẵn sàng đối thoại" nhưng nói rằng "nó không mở ra con đường giải quyết vấn đề Israel-Palestine. Các điều kiện cho phía Palestine phải có thể chấp nhận được".[100]
- Egypt - Tổng thống Ai Cập Hosni Mubarak đã trả lời rằng ông từ chối chấp nhận quyền tồn tại như một nhà nước Do Thái của Israel. Ông lưu ý, "Bạn sẽ không thể tìm thấy bất kỳ ai hưởng ứng lời kêu gọi đó tại Ai Cập, hay ở bất kỳ nơi nào khác".[105] Bộ Ngoại giao của Ông đã ra một câu trả lời ôn hoà hơn rằng bài phát biểu là "không đầy đủ" và rằng họ hy vọng có một giải pháp khác, "đề xuất khác của Israel được xây dựng trên cam kết với giải pháp hai quốc gia".
- Syria - Truyền thông nhà nước Syria lên án bài phát biểu và viết rằng "Netanyahu đã xác nhận rằng ông bác bỏ sáng kiến hoà bình Ả Rập về hoà bình cùng với toàn bộ các sáng kiến và giải pháp của Hội đồng Bảo an với một nền hoà bình giữa các bên".[100][106]
- Liban - Tổng thống Liban Michel Suleiman đã kêu gọi sự thống nhất trong các lãnh đạo Ả Rập, nói rằng "Các lãnh đạo Ả Rập phải thống nhất hơn và bảo toàn tinh thần kháng cự trước các quan điểm của Israel về tiến trình hoà bình và vấn đề người tị nạn Palestine." Ông kêu gọi cộng đồng quốc tế tạo thêm nhiều sức ép với chính phủ Israel để họ chấp nhận Sáng kiến Hoà bình Ả Rập, bởi ông nói Israel vẫn muốn có xung đột quân sự như đã được chứng minh trong những cuộc tấn công của họ vào Liban và Dải Gaza.[102]
- Jordan - Bộ trưởng Truyền thông và Viễn thông Jordan và người phát ngôn chính phủ Nabil Sharif đã ra một thông cáo nói "Các ý tưởng do Netanyahu đưa ra không tuân theo điều đã được đồng thuận bởi cộng đồng quốc tế như là một điểm khởi đầu để thực hiện một nền hoà bình công bằng và toàn diện trong vùng".[102]
- Iran - Tổng thống Mahmoud Ahmadinejad đã gọi bài phát biểu là "tin xấu".[100]

### Quan điểm về những cuộc đơn phương rút quân
Ngày 9 tháng 8 năm 2009, phát biểu khi bắt đầu cuộc họp nội các hàng tuần, Netanyahu hứa hẹn không lặp lại "sai lầm" khi đơn phương rút lui khỏi Gaza, nói, "Chúng ta sẽ không lặp lại sai lầm này. Chúng ta sẽ không tạo ra những người tản cư mới", và thêm rằng "sự đơn phương rút lui không đem lại hoà bình cũng không đem lại an ninh. Mà trái lại", và rằng "Chúng ta muốn một thoả thuận với hai yếu tố, yếu tố đầu tiên là sự công nhận Israel là một nhà nước quốc gia của người Do Thái và [thứ hai là] một sự dàn xếp an ninh. Trong trường hợp Gaza, cả hai yếu tố này đều thiếu". Ông cũng nói, "Nếu chúng ta có được một sự chuyển hướng tới hoà bình với các đối tác ôn hoà hơn, chúng ta sẽ nhấn mạnh trên sự công nhận Nhà nước Israel và việc giải giáp nhà nước Palestine tương lai".

### Những bình luận về Iran
Ngày 20 tháng 2 năm 2009, sau khi bị hỏi với tư cách là thủ tướng Israel, Netanyahu đã miêu tả Iran là mối đe doạ lớn nhất mà Israel từng phải đối mặt: "Iran đang tìm kiếm sở hữu vũ khí hạt nhân và tạo lập mối đe doạ nghiêm trọng nhất tới sự tồn tại của chúng ta từ cuộc chiến tranh giành độc lập."
Phát biểu trước Đại hội đồng Liên hiệp quốc tại New York ngày 24 tháng 9 năm 2009, Netanyahu đã đả kích bài phát biểu của tổng thống Iran Mahmoud Ahmadinejad trước hội đồng, nói những người tin tưởng Tehran là một mối đe doạ chỉ riêng với Israel là sai lầm. "Chế độ Iran", ông nối, "có động cơ từ sự cuồng tín… Họ muốn thấy chúng tôi quay trở lại thời Trung Cổ. Cuộc đấu tranh chống lại Iran cũng là cuộc đấu tranh của văn minh chống lại sự dã man. Chế độ này của Iran được tiếp sức bởi chủ nghĩa chính thống cực đoan."

#### So sánh với Phát xít Đức
Phản đối mạnh mẽ việc Iran theo đuổi việc làm giàu uranium, Netanyahu đã nói "Đó là năm 1938, và Iran là Đức, và Iran đang chạy đua để tự vũ trang với những quả bom nguyên tử". Trong một bài phỏng vấn ngày 8 tháng 3 năm 2007 với CNN, ông quả quyết rằng chỉ có một sự khác biệt giữa Phát xít Đức và Cộng hoà Hồi giáo Iran, chính xác là Phát xít Đức đầu tiên lao vào một cuộc xung đột toàn cầu sau đó tìm kiếm vũ khí hạt nhân, trong khi Iran đầu tiên tìm cách sở hữu vũ khí hạt nhân, và một khi đã có chúng, sẽ khởi động một cuộc thế chiến.
Netanyahu đã nhắc lại những lưu ý trên tại một cuộc họp báo tháng 4 năm 2008. Giải thích rằng "chế độ [Phát xít] đó lao vào một cuộc xung đột toàn cầu trước khi nó phát triển vũ khí hạt nhân," ông nói, "Chế độ này [Iran] đang phát triển vũ khí hạt nhân trước khi lao vào một cuộc xung đột toàn cầu."

## Sách và bài viết
Sách:
- The Jerusalem Alternative (Balfour Books, 2003) ISBN 978-0-89221-592-8
- A Durable Peace: Israel and Its Place Among the Nations (Warner Books, 2000) ISBN 0-446-52306-2
- Fighting Terrorism: How Democracies Can Defeat Domestic And International Terrorism (Diane Pub Co, 1995) ISBN 0-7881-5514-8
- A Place Among the Nations (Bantam, 1993) ISBN 0-553-08974-9
- Terrorism: How the West Can Win (Farrar Straus & Giroux, 1986) ISBN 0-374-27342-1
- International Terrorism: Challenge and Response (The Jonathon Institute, 1980) ISBN 0-87855-894-2

Bài viết:
- "On Terrorism"